# Metro-Kino (Kairo)

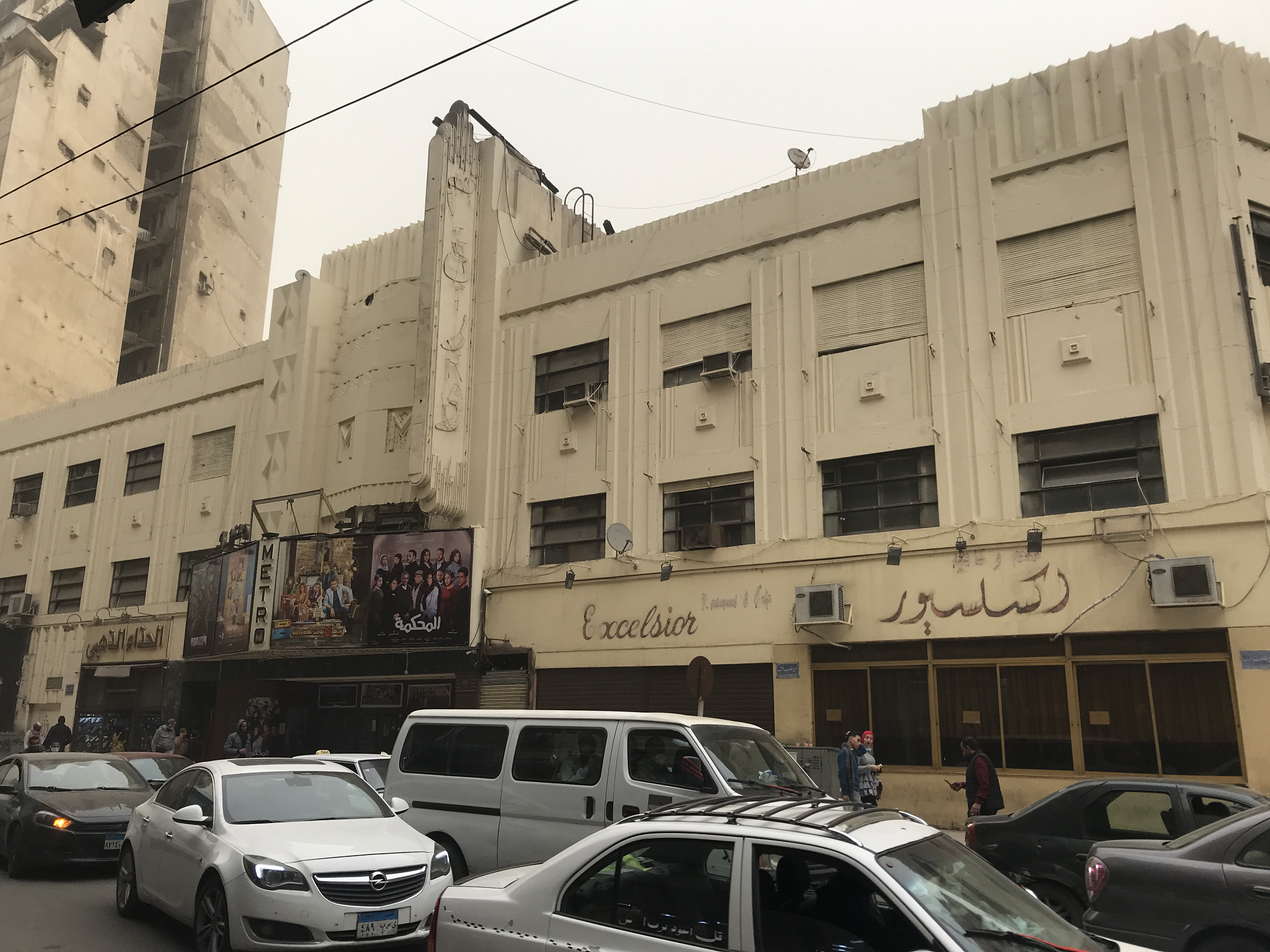
Westfassade zur Talaat-Harb-Straße (2021)

Das Metro-Kino ist ein 1940 eröffnetes Kino in der Innenstadt von Kairo. Es ist ein bedeutendes Zeugnis der Architektur des Art déco in Ägypten.

## Beschreibung
Der dreigeschossige Stahlskelettbau steht an der nordöstlichen Ecke der Talaat-Harb- und der Adly-Straße in der Innenstadt von Kairo. Das Gebäude wird vertikal durch Pfeiler gegliedert. Der Haupteingang an der Talaat-Harb-Straße ist durch einen erhöhten Risalit betont sowie mit einer großen Leuchtreklame versehen. Die Gebäudeecke ist zudem durch die hier höher ausgeführten Pfeiler und eine Erhöhung der Dachkante betont.

## Geschichte
Das Gebäude wurde von der Kinokette Loew’s, Inc. nach Entwürfen des New Yorker Architekten Thomas Lamb zusammen mit dem Kairoer Architekten Gaston Rossi errichtet. Es war das erste Kino Ägyptens mit einer Klimaanlage. Die Eröffnung fand mit der ägyptischen Premiere von Gone with the Wind statt.
Im Mai 1947 kam es zu einem Bombenattentat während der Vorführung des Filmes Bad Bascomb durch die damals verbotene Muslim-Bruderschaft. Nach mehrmonatiger Renovierung wurde das Kino schließlich wieder eröffnet, brannte aber am Schwarzen Samstag am 26. Januar 1952 vollkommen aus. Beim Wiederaufbau wurden die Innenräume als „afrikanische Savanne mit Masken, Schildern und wilden Tieren“ wieder aufgebaut.
Ab Ende der 1970er Jahre kam es zu einem Niedergang des Kinos. Eine 1997 geplante Sanierung kam nicht zustande. Heute ist das Gebäude in einem restaurierungsbedürftigen Zustand, jedoch weiterhin in Betrieb.